# Eupithecia pupila
Eupithecia pupila är en fjärilsart som beskrevs av Paul Dognin 1899. Eupithecia pupila ingår i släktet Eupithecia och familjen mätare. Inga underarter finns listade i Catalogue of Life.